# Championnats du monde de ski acrobatique 2027
Navigation
2025 Engadine 2029 Zhangjiakou
La 21e édition des championnats du monde de ski acrobatique, se déroulera en 2027 à Montafon en Autriche. C'est la troisième fois que l'Autriche organisera cette compétition, après les éditions de 1993 à Altenmarkt et 2015 à Kreischberg.
Ils seront organisés conjointement avec les championnats du monde de snowboard.

## Désignation
Le 25 mai 2022 lors de son 53e congrès à Vilamoura (Portugal), la FIS a désigné Montafon, qui était la seule candidature en lice.

## Tableau des médailles
| Rang  | Nation | Or | Argent | Bronze | Total |
| ----- | ------ | -- | ------ | ------ | ----- |
| 1     |        |    |        |        |       |
| 2     |        |    |        |        |       |
| 3     |        |    |        |        |       |
| 4     |        |    |        |        |       |
| 5     |        |    |        |        |       |
| 6     |        |    |        |        |       |
| 7     |        |    |        |        |       |
| 8     |        |    |        |        |       |
| 9     |        |    |        |        |       |
| 10    |        |    |        |        |       |
| Total |        |    |        |        |       |

## Podiums

### Sauts
Hommes
| Épreuve | Or | Argent | Bronze |
| ------- | -- | ------ | ------ |
| Saut    |    |        |        |

Femmes
| Épreuve | Or | Argent | Bronze |
| ------- | -- | ------ | ------ |
| Saut    |    |        |        |

Mixte
| Épreuves         | Or | Argent | Bronze |
| ---------------- | -- | ------ | ------ |
| Saut par équipes |    |        |        |

### Ski de bosses
Hommes
| Épreuves            | Or | Argent | Bronze |
| ------------------- | -- | ------ | ------ |
| Bosses simples      |    |        |        |
| Bosses en Parallèle |    |        |        |

Femmes
| Épreuves            | Or | Argent | Bronze |
| ------------------- | -- | ------ | ------ |
| Bosses simples      |    |        |        |
| Bosses en Parallèle |    |        |        |

### Skicross
Hommes
| Épreuve   | Or | Argent | Bronze |
| --------- | -- | ------ | ------ |
| Ski cross |    |        |        |

Femmes
| Épreuve   | Or | Argent | Bronze |
| --------- | -- | ------ | ------ |
| Ski cross |    |        |        |

Mixte
| Épreuve               | Or | Argent | Bronze |
| --------------------- | -- | ------ | ------ |
| Ski cross par équipes |    |        |        |

### Freeski
Hommes
| Épreuves   | Or | Argent | Bronze |
| ---------- | -- | ------ | ------ |
| Big Air    |    |        |        |
| Half-Pipe  |    |        |        |
| Slopestyle |    |        |        |

Femmes
| Épreuves   | Or | Argent | Bronze |
| ---------- | -- | ------ | ------ |
| Big Air    |    |        |        |
| Half-Pipe  |    |        |        |
| Slopestyle |    |        |        |